# Liste der Biografien/Milz
Liste der Biografien |
Portal Biografien |
Personensuche
# |
A |
B |
C |
D |
E |
F |
G |
H |
I |
J |
K |
L |
M |
N |
O |
P |
Q |
R |
S |
T |
U |
V |
W |
X |
Y |
Z |
?
 
Ma |
Mb |
Mc |
Md |
Me |
Mf |
Mg |
Mh |
Mi |
Mj |
Mk |
Ml |
Mm |
Mn |
Mo |
Mp |
Mq |
Mr |
Ms |
Mt |
Mu |
Mv |
Mw |
Mx |
My |
Mz
 
Mia |
Mib |
Mic |
Mid |
Mie |
Mif |
Mig |
Mih–Mik |
Mil |
Mim |
Min |
Mio |
Mip |
Miq |
Mir |
Mis |
Mit |
Miu |
Miv |
Miw |
Mix |
Miy |
Miz
 
Mila |
Milb |
Milc |
Mild |
Mile |
Milf |
Milg |
Milh |
Mili |
Milj |
Milk |
Mill |
Milm |
Miln |
Milo |
Milq |
Milr |
Mils |
Milt |
Milu |
Milv |
Milw |
Mily |
Milz
Die Liste der Biografien führt alle Personen auf, die in der deutschsprachigen Wikipedia einen Artikel haben. Dieses ist eine Teilliste mit 17 Einträgen von Personen, deren Namen mit den Buchstaben „Milz“ beginnt.

## Milz
- Milz, Alexander (* 1986), deutscher Schauspieler
- Milz, Andrea (* 1963), deutsche Politikerin (CDU), MdL, StaatssekretärinAndrea Milz (* 1963)

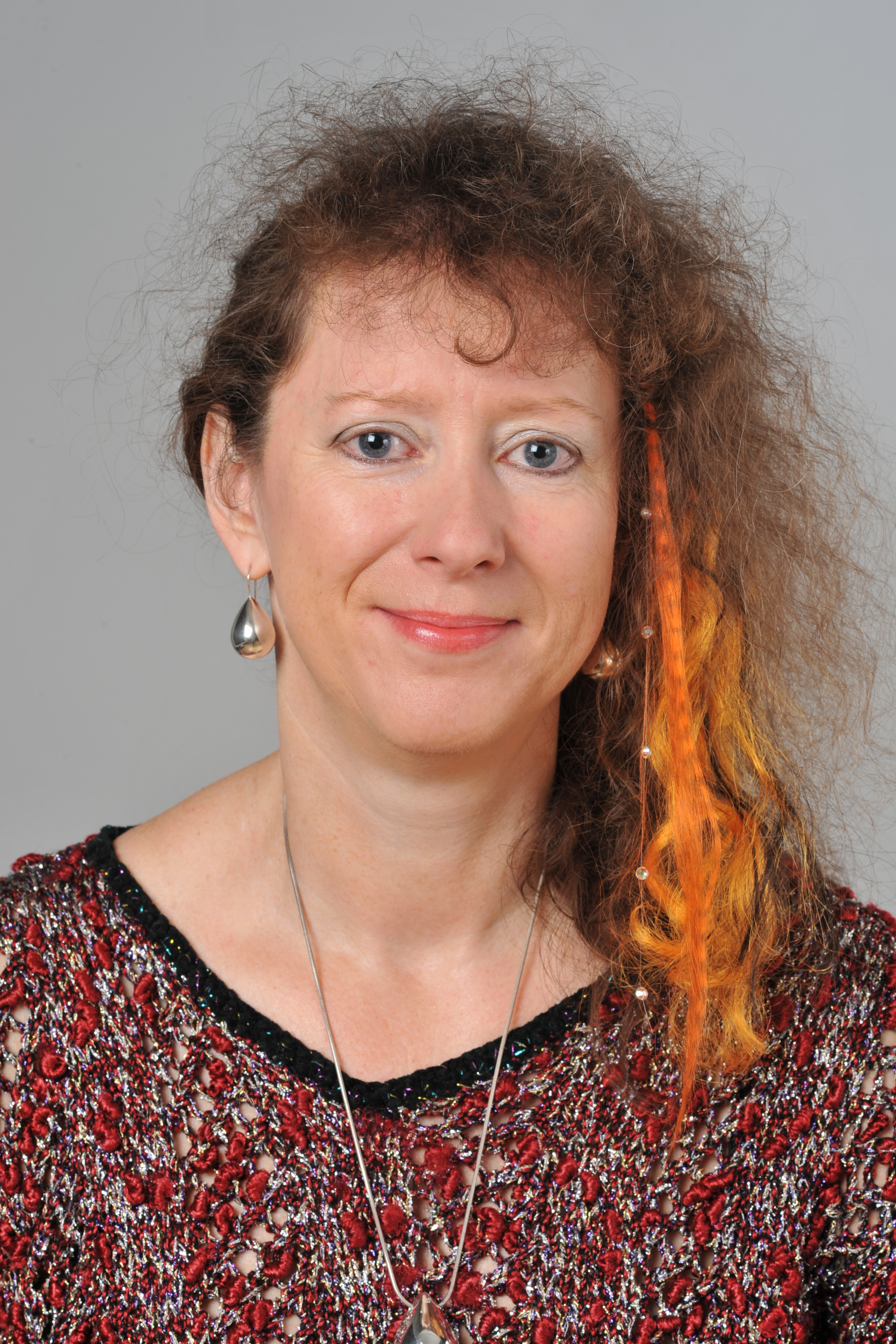
Andrea Milz (* 1963)

- Milz, Annette (* 1961), deutsche Journalistin und Chefredakteurin
- Milz, Heinrich (1830–1909), deutscher Gymnasialprofessor und Schulleiter
- Milz, Helga (* 1945), deutsche Soziologin
- Milz, Helmut (* 1949), deutscher Mediziner, Psychotherapeut und Autor
- Milz, Johann Heinrich (1763–1833), Weihbischof in Trier
- Milz, John (* 1974), deutscher ehemaliger Reality-TV-Teilnehmer
- Milz, Joseph (1934–2013), deutscher Historiker, Archäologe und Archivar
- Milz, Jules Alexandre (1861–1902), belgischer Soldat und Afrikaforscher
- Milz, Peter (1934–1986), deutscher Unternehmer und Politiker (CDU), MdB

### Milza
- Milza, Pierre (1932–2018), französischer Historiker

### Milze
- Milzer, Mohamed Hossain (* 1967), bangladeschischer Leichtathlet

### Milzi
- Milziz, Johannes Glich von († 1600), Bürgermeister von Görlitz

### Milzk
- Milzkott, Erwin (1913–1986), deutscher Musiker

### Milzn
- Milzner, Georg (* 1962), deutscher Psychotherapeut und Schriftsteller

### Milzo
- Milzow, Helmut (1932–2022), deutscher Konteradmiral der Volksmarine